# Nationalpark De Alde Feanen
Der Nationalpark De Alde Feanen (westfriesisch für: „das alte Fenn“; niederländisch Nationalpark De Oude Venen) ist ein Nationalpark in der niederländischen Provinz Friesland. Der 2006 gegründete Nationalpark bietet eine abwechslungsreiche Landschaft mit Mooren, Heidegebieten und offenen Wasserflächen.

## Geographie
Der Nationalpark liegt im Zentrum der Provinz Friesland und stellt mit einer Größe von etwa 4.000 Hektar das größte zusammenhängende Naturgebiet des Festlandteils der Provinz dar. Die Gemeinden Leeuwarden, Smallingerland und Tytsjerksteradiel haben Anteil am Gebiet des Parks. Der circa 12 Kilometer südöstlich von Leeuwarden gelegene kleine Ort Earnewâld befindet sich im Osten des Nationalparks und wird von diesem vollständig umschlossen.
In der Mitte des Nationalparks liegt der sogenannte Princenhof, ein Gebiet aus mehreren kleinen Seen, Buchten und Inseln. Die Mitglieder des Hauses Oranien nutzten den Princenhof einst als Jagdrevier. Die Alde Feanen gehören zu einem breiten Band aus Torfgebieten, das sich von Dokkum bis Stavoren quer durch die Provinz Friesland erstreckt und in den Niederlanden als „Frieslands Lage Midden“ bezeichnet wird. Südwestlich des Parks schließen sich unter anderem die Polderinseln De Burd und It Eilân an, die jedoch nicht mehr Teil des Parks sind. Im Süden von Earnewâld liegt der Jan Durkspolder.
Die Alde Feanen bilden ein abwechslungsreiches Feuchtgebiet mit Seen, Niedermooren, Schwingrasen, Sumpfwäldern und Torfgebieten.

## Geschichte
Vor etwa 3.500 Jahren begann die Torfbildung in dem Gebiet unterhalb des Drentschen Plateaus, zu dem die heutigen Alde Feanen gehören. Diese Bildung hielt an, bis das Meer langsam anzusteigen begann und das Gebiet einige Jahrhunderte vor unserer Zeitrechnung überflutete. In diesem Zeitraum entstand eine etwa zwei Meter dicke Torfschicht, während sich im Westen des Areals zusätzlich große Mengen Schlamm ablagerten. Dadurch entstanden fruchtbare Tonböden, die die Bewohner der ersten Warften in der Region anzogen. Ab dem 12. Jahrhundert stellte die Ausbreitung der Zuiderzee von Südwesten her eine Bedrohung für die wirtschaftlich bedeutenden Torfmoore dar.

### Torfgewinnung

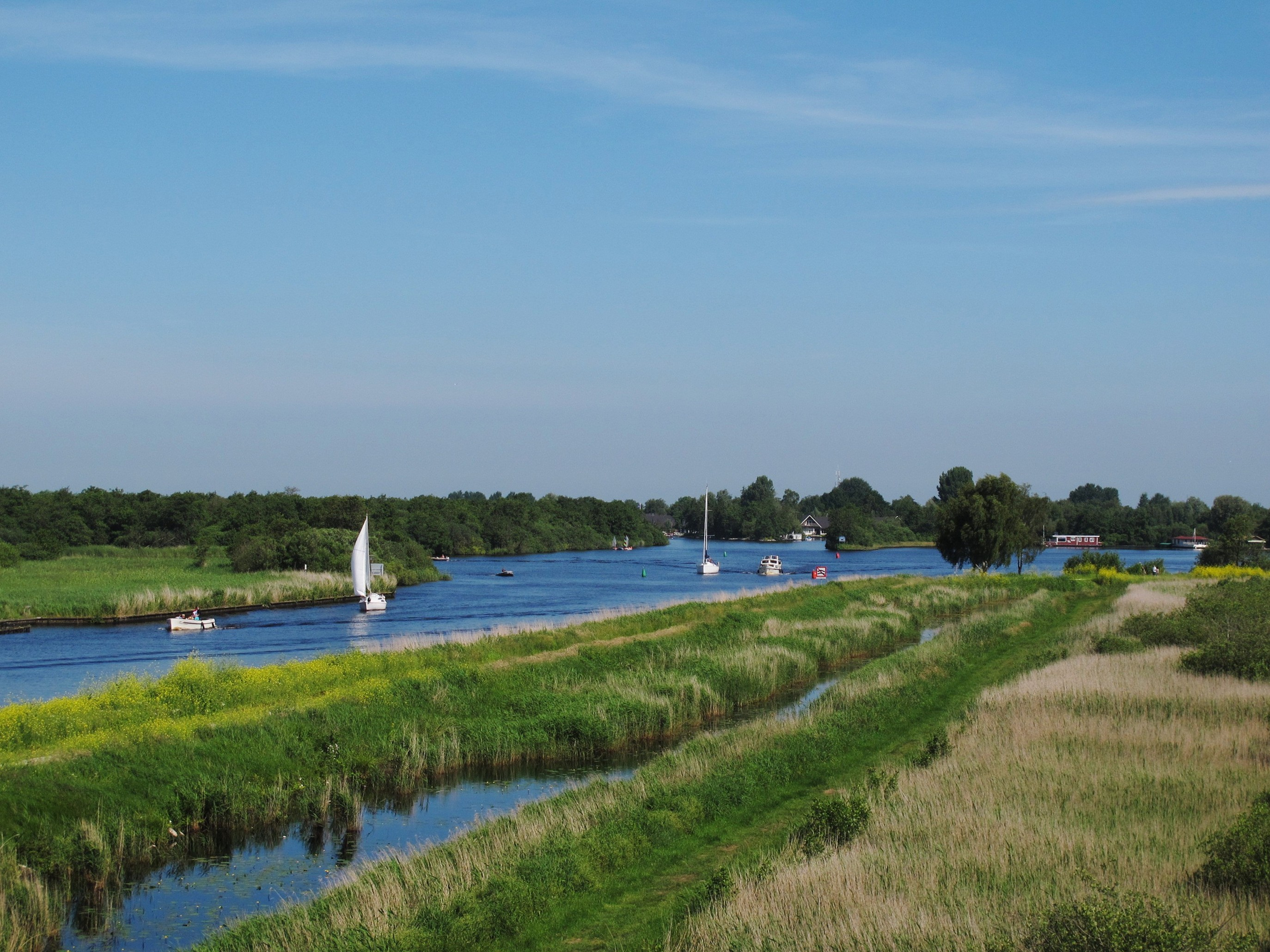
Landschaft in den Alde Feanen mit typischen schmalen petgaten

Seit dem 12. Jahrhundert wurde in den friesischen Mooren Torf abgebaut, eine großflächige Ausbeutung begann jedoch erst deutlich später im 16. Jahrhundert. Für die Abfuhr des gestochenen Torfs in Richtung der großen Städte Hollands wurde eine große Anzahl Kanäle gegraben. Diese Aktivitäten begannen zunächst in der Umgebung der Stadt Heerenveen und breiteten sich zunehmend in östlicher und nördlicher Richtung aus. Rund um Earnewâld wurde Torf in großem Maße erst im 18. und 19. Jahrhundert abgebaut. Hierdurch entstanden circa 1,5 Meter tiefe, langgestreckte Wasserflächen, die sogenannten petgaten. Zwischen diesen lagen schmale Streifen nicht abgegrabenen, trockenen Landes, auf denen der gestochene Torf zum Trocknen ausgelegt wurde, die sogenannten legakkers. Wo diese durch Überflutungen abgetragen wurden bildeten sich durch den Zusammenschluss mehrerer schmaler petgaten größere Seen. Die so entstandene Landschaft rund um Earnewâld eignete sich nicht zur Einpolderung und ist daher heute noch in dieser Form sichtbar. Nach dem Ende der Torfgewinnung etwa um 1900 herum kam vermutlich der heutige Name des Gebiets auf: de verlaten of oude vervening (etwa: Das verlassene oder alte Fenn), was zu Oude Venen bzw. Alde Feanen abgeleitet wurde.
Um 1870 kamen erneut Pläne auf, das Gebiet einzupoldern, diese scheiterten jedoch an der technischen Durchführbarkeit. Noch 1900 konnte man Earnewâld lediglich in niederschlagsarmen Sommern trockenen Fußes erreichen. 1920 gab es erneut Überlegungen bezüglich einer Einpolderung. Zu dieser Zeit überwogen allerdings schon Argumente, das Areal aus Naturschutz- und Erholungsgründen in der bisherigen Form zu erhalten, weshalb die Pläne erneut verworfen wurden.

### Naturschutz

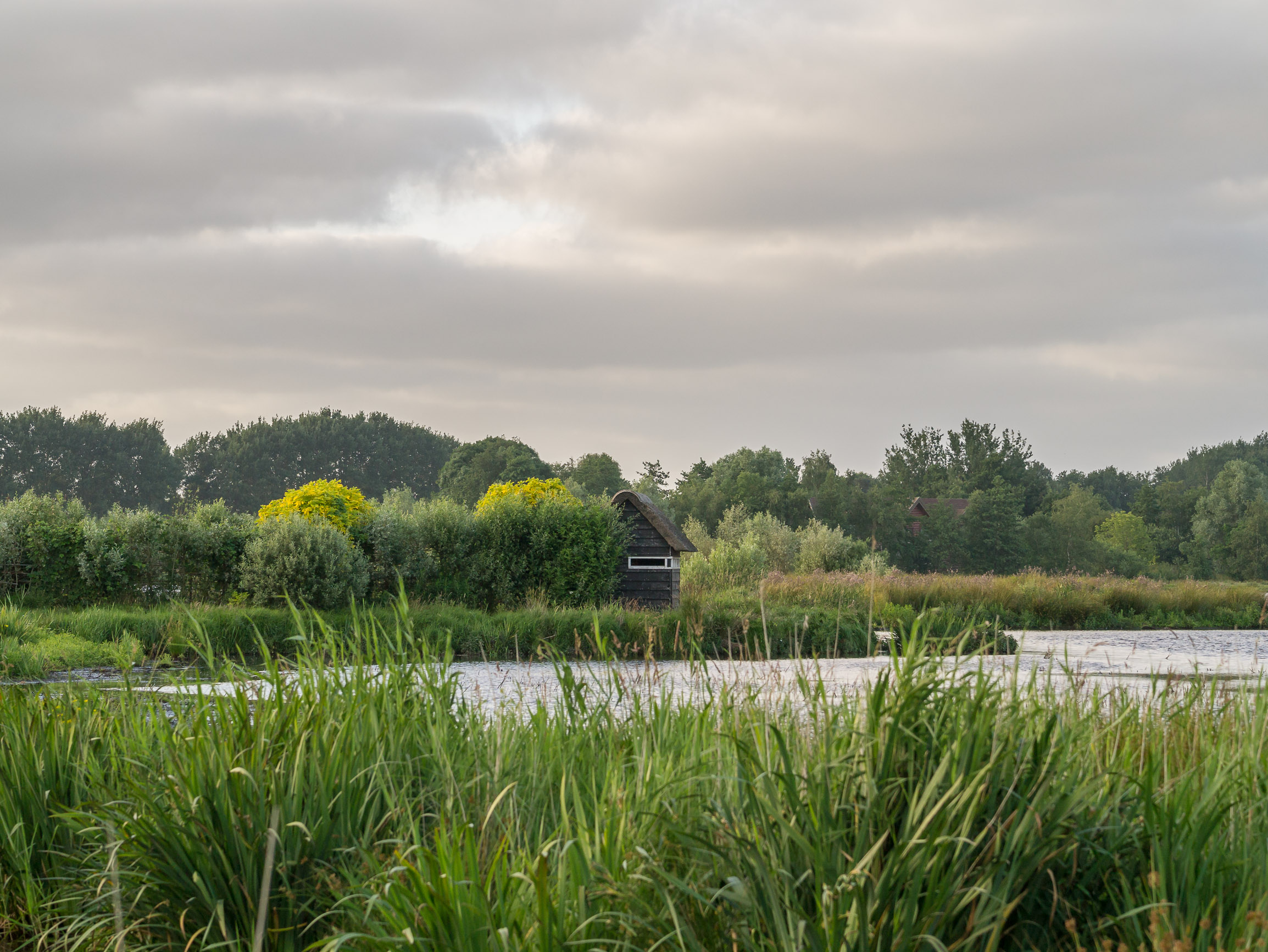
Unterstand zur Beobachtung von Vögeln

1923 kaufte die Vereniging Natuurmonumenten die ersten drei Hektar Land in den Alde Feanen an. Einer der ersten Ankäufe des 1930 gegründeten Naturschutzvereins It Fryske Gea wurde 1934 der Princenhof, ein Feuchtgebiet von etwa 134 Hektar Größe im Zentrum der Alde Feanen. Bis 2001 erhöhte sich die Gesamtfläche des Gebiets, das sich im Besitz von It Fryske Gea befand auf 2.500 Hektar.
Vor allem in der zweiten Hälfte des 20. Jahrhunderts stellte man eine ernsthafte Belastung von Wasser und Boden im heutigen Nationalpark fest. Das Areal liegt am tiefsten Punkt der Provinz Friesland und leidet unter dem Zufluss verunreinigten Wassers aus den umliegenden Gebieten bis hin zum IJsselmeer. In den 1990er-Jahren wurde der Wasserzufluss in das Gebiet soweit möglich gestoppt und verunreinigter Schlamm ausgebaggert. Des Weiteren wurden eine Reihe neuer petgaten gegraben und verschiedene Bereiche „entpoldert“.
Seit 1992 sind die Alde Feanen als Vogelschutzgebiet ausgewiesen und Teil der Ramsar-Konvention zum Schutz bedeutender Feuchtgebiete. 1993 sprach der niederländische Raad van State sich für die Einrichtung eines Naturschutzgebiets aus, sofern der Erhalt der natürlichen Werte der Alde Feanen in einem Managementplan festgeschrieben würde. Dieser Plan wurde im darauffolgenden Jahr durch die Provinz Friesland und die Gemeinden Tytsjerksteradiel, Boarnsterhim und Smallingerland in Zusammenarbeit mit dem Ministerium für Landwirtschaft, Natur und Fischerei erstellt. Im Anschluss begannen Prüfungen, ob das Gebiet den Status eines Nationalparks erhalten könnte. 1998 empfahl das zuständige Komitee dem Minister die Einrichtung eines solchen Parks.
Am 16. Februar 2000 wurden die Alde Feanen als „Nationalpark in Planung“ ausgerufen. Anlass hierzu war eine Diskussion über die geplante Errichtung eines Ferienparks bei Earnewâld. Am 26. April 2006 erhielten die Alde Feanen durch Cees Veerman, den damaligen Minister für Landwirtschaft, Natur und Lebensmittelqualität offiziell den Status als zwanzigster Nationalpark der europäischen Niederlande. Des Weiteren wurde im selben Jahr ein großer Teil des Nationalparkgebiets als Natura 2000-Gebiet ausgewiesen. Heute obliegt die Verwaltung des Nationalparks De Alde Feanen hauptsächlich dem Verein It Fryske Gea.

## Flora

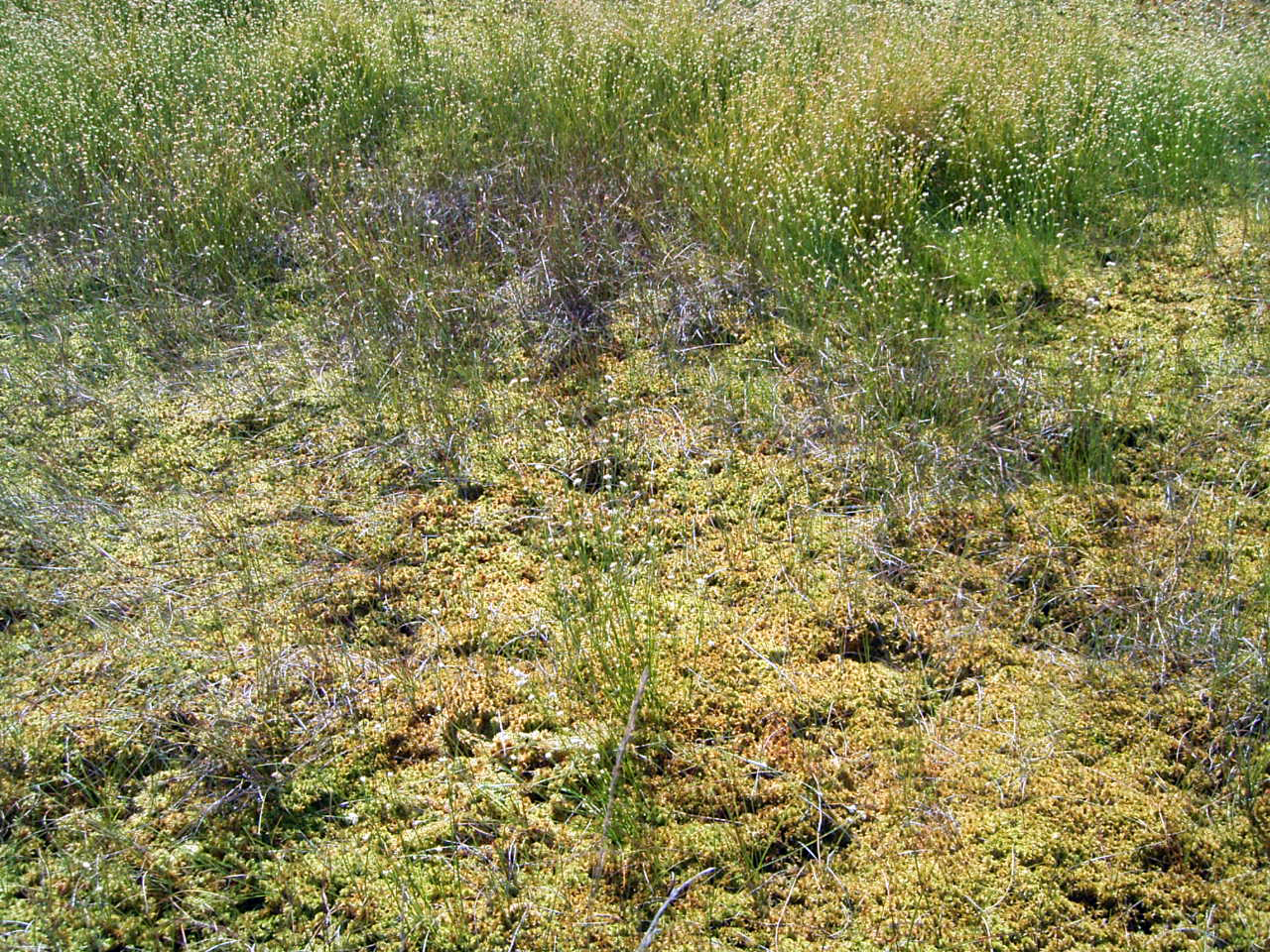
Torfmoos-Schwingrasen, wie er im Nationalpark vorkommt

Im Nationalpark De Alde Feanen kommen mindestens 450 unterschiedliche Arten von Pflanzen vor, darunter verschiedene Seggen und Orchideen.
In dem Gebiet findet eine natürliche Verlandung statt. Durch Überwucherung offenen Wassers durch Pflanzen werden Prozesse angeregt, die zur Bildung festen Landes führen. Aus ökologischer Sicht sind vor allem die Zwischenstadien dieses Prozesses interessant, allen voran der sogenannte Schwingrasen, ein auf den ersten Blick wie fester Boden aussehender Untergrund, der jedoch noch unterspült ist und bei jedem Schritt „mitschwingt“.
Eine weitere besondere Vegetationsform sind die sogenannten blauwgraslanden. Hier dominieren vor allem Hirse- und Saum-Segge, Sumpf-Veilchen und Wiesen-Flockenblume. Andere Pflanzenarten die in dieser Landschaft wachsen sind etwa die Englische Kratzdistel, das Sumpf-Läusekraut, die Natternzunge, der Sonnentau oder das Sumpf-Blutauge.
Des Weiteren existieren einige Heidegebiete mit den hierfür typischen Heidekräutern und Arten wie dem Scheiden-Wollgras, dem Rundblättrigen Sonnentau oder der Preiselbeere. In den Übergangsbereichen kommt außerdem der Gagelstrauch vor.
Entlang der Wasserflächen wachsen große Mengen Röhricht, die unter anderem einen Lebensraum für die bedrohte Nordische Wühlmaus bieten.

## Fauna
In den Alde Feanen kommen mindestens 35 verschiedene Arten von Säugetieren vor. Unter diesen 35 Arten befinden sich auch vier, die einen Eintrag auf der Roten Liste der gefährdeten Tierarten besitzen: Baummarder,  Nordische Wühlmaus, Wasserspitzmaus und Braunes Langohr. Die Nordische Wühlmaus ist hier besonders hervor zu heben, da sie sonst nur noch an wenigen Orten vorkommt.

### Otter

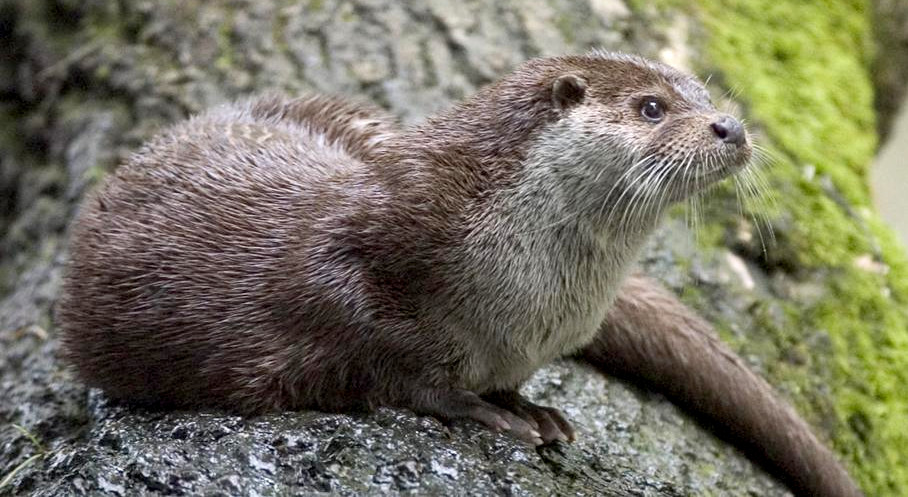
Der Fischotter wurde in den Alde Feanen wieder angesiedelt

Der Fischotter lebte bis etwa zur Mitte der 1980er-Jahre im Gebiet des heutigen Nationalparks, bevor die Population erlosch. Seit der Wiederansiedlung der Art im overijsseler Nationalpark Weerribben-Wieden im Jahr 2002 wandern die Tiere auch wieder in die direkte Umgebung der Alde Feanen. Im Oktober 2011 wurden weitere sechs Tiere direkt im Nationalpark ausgesetzt, von denen es sich bei dreien um verwaiste Jungtiere handelte, die im Jahr zuvor im Naturreservat Rottige Meente an der Grenze zu Overijssel gefunden wurden. Die anderen Exemplare stammten aus Tschechien bzw. Österreich.

### Avifauna

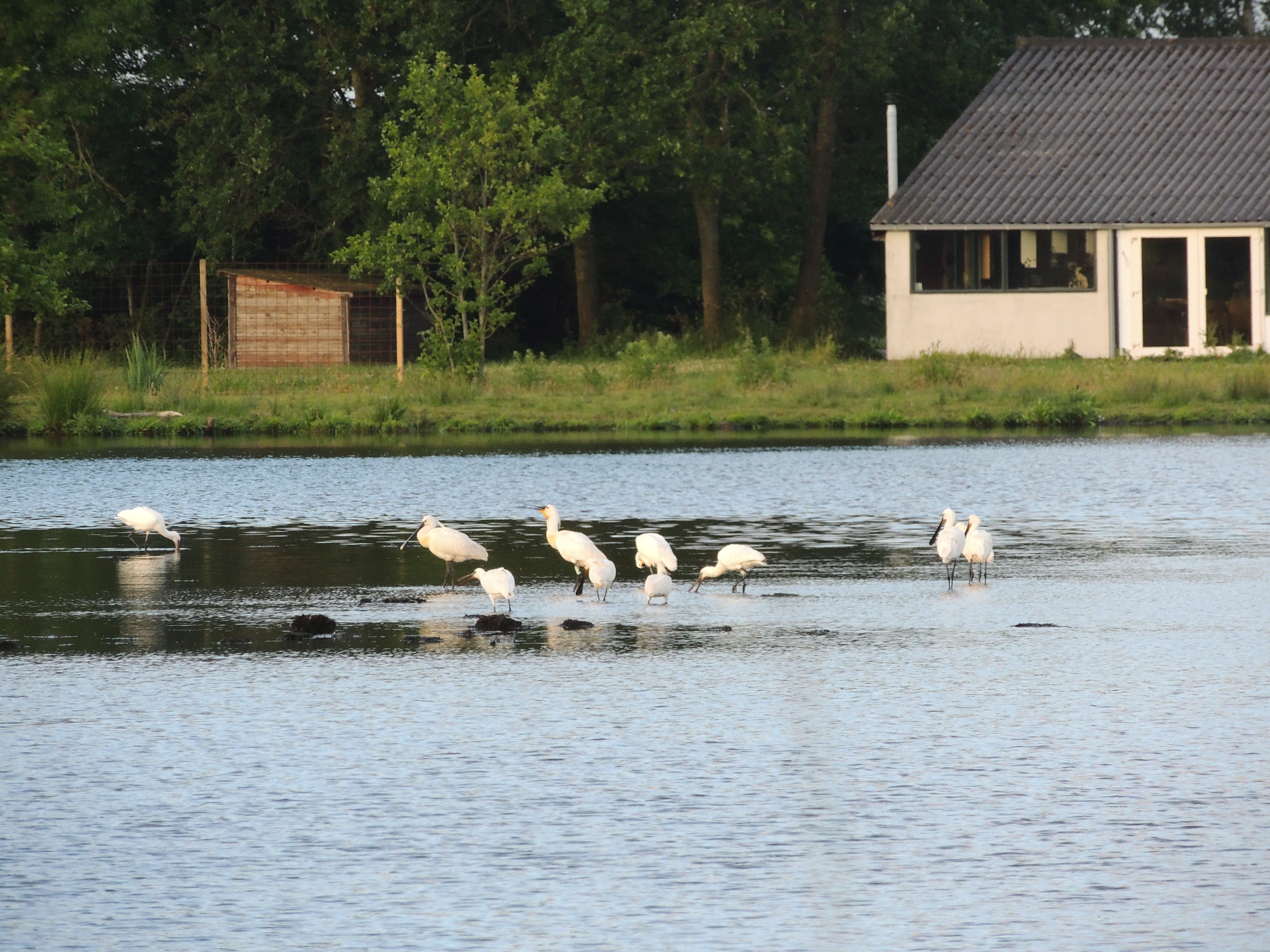
Eine Gruppe Löffler in den Alde Feanen

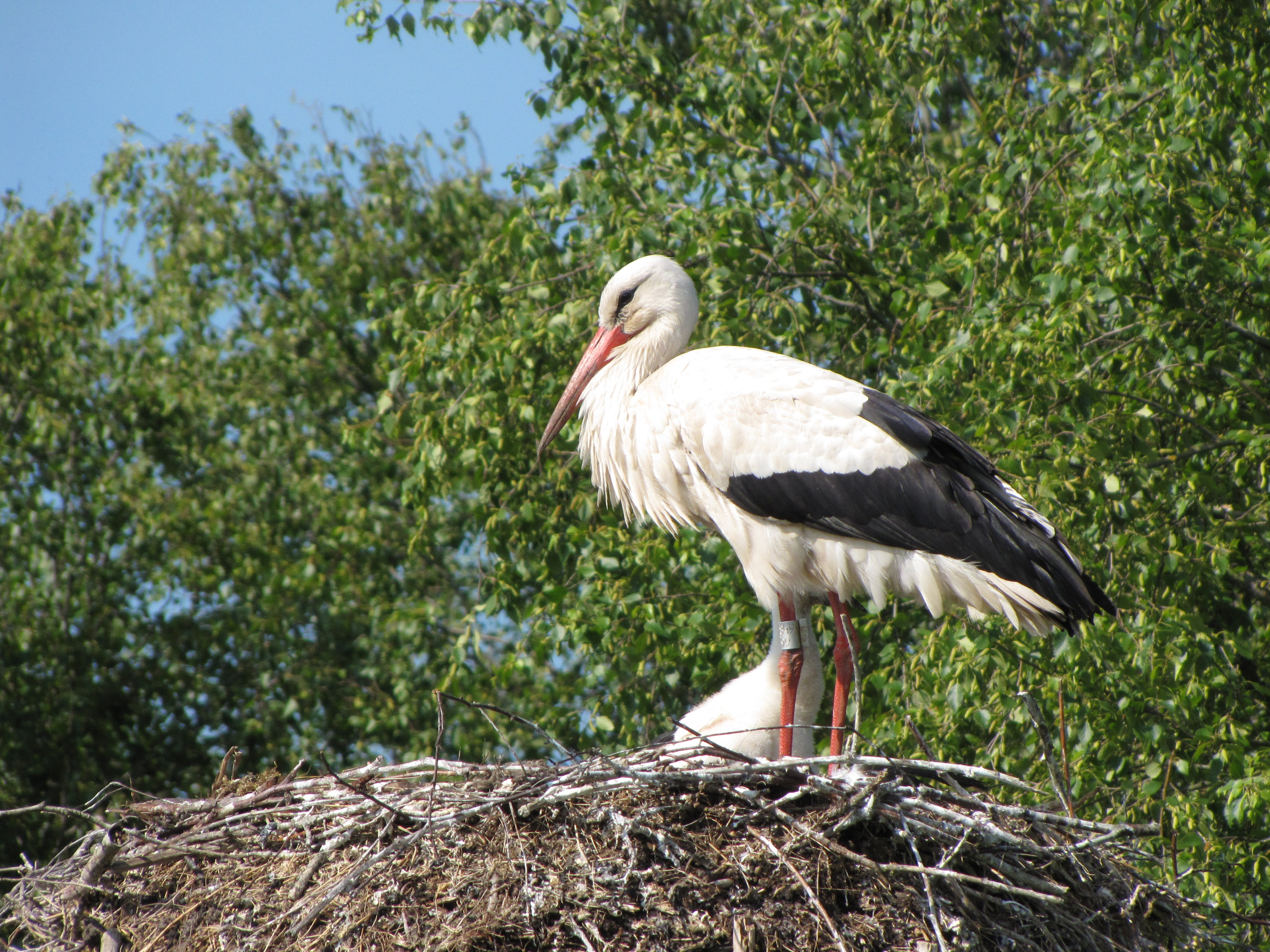
Brütender Storch mit Jungtier im Nationalpark

Im Nationalpark kommen 180 Arten von Vögeln vor, von denen etwa 100 auch in dem Areal brüten. Einige der selteneren Arten sind zum Beispiel der Zwergtaucher, der Drosselrohrsänger oder die Bartmeise, die das „Maskottchen“ des Nationalparks darstellt. Weitere Arten, die besonderen Schutzstatus genießen sind die Rohrdommel, der Purpurreiher, die Rohrweihe, das Tüpfelsumpfhuhn, das Zwergsumpfhuhn, der Kampfläufer, die Trauerseeschwalbe und die Fluss-Seeschwalbe. Im Princenhof befindet sich eine Brutkolonie von Kormoranen mit bis zu neunhundert Nestern.
Des Weiteren sind die Alde Feanen für diverse Vogelarten ein wichtiges Rastgebiet auf ihren Wanderungen. So werden hier regelmäßig Löffler, Bläss- und Brandgänse, Pfeif- und Schnatterenten, Alpenstrandläufer und Uferschnepfen gesichtet. Insbesondere die Pfeifente rastet hier in großer Zahl, etwa 2.500 Individuen können in manchen Jahren gleichzeitig angetroffen werden.
Eine Aufzuchtstation für Störche (It Eibertshiem) liegt innerhalb des heutigen Nationalparks. Seit einiger Zeit ist auch der Seeadler in den Alde Feanen wieder heimisch.

### Sonstige
In den Alde Feanen leben sechs Arten von Amphibien und diverse Süßwasserfische. Die Populationen der Insekten im Nationalpark wurden bisher kaum untersucht, dennoch leben hier nachweislich mindestens 22 Arten von Libellen und 20 Arten von Schmetterlingen. Darunter befinden sich auch seltene Arten wie der Frühe Schilfjäger, die Keilfleck-Mosaikjungfer und der Braunfleckige Perlmuttfalter.

## Tourismus

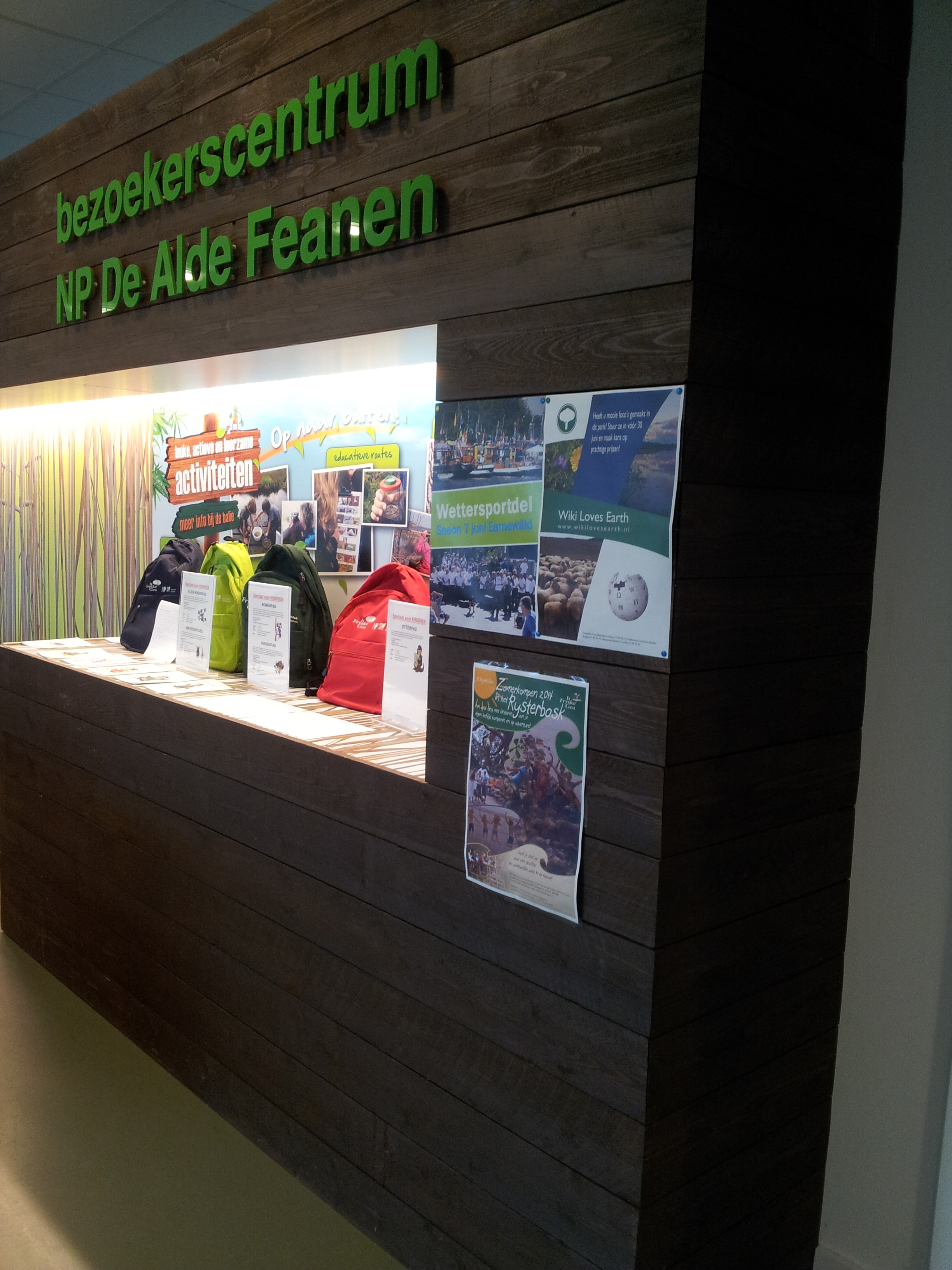
Rezeption des Besucherzentrums De Wiidpleats

In Earnewâld befindet sich das Besucherzentrum des Nationalparks mit dem Namen De Wiidpleats. Am gleichen Ort liegt das Friesische Landwirtschaftsmuseum. Die Alde Feanen sind ein bedeutendes Ziel für Touristen, im Jahr 2001 wurde die jährliche Besucheranzahl des Nationalparks auf 250.000 Menschen geschätzt. Diese sorgen für einen jährlichen Umsatz von etwa 11 Mio. Euro. Der Nationalpark schafft direkt oder indirekt Arbeitsplätze für etwa 200 Beschäftigte.